# Klokočov, Čadca
Klokočov este o comună slovacă, aflată în districtul Čadca din regiunea Žilina. Localitatea se află la altitudinea de 556 m deasupra n.m., se întinde pe o suprafață de 51,17 km2 și în 2017 număra 2.313 locuitori.

## Demografie
| An:                | 1994 | 2004   | 2014    | 2024   |
| ------------------ | ---- | ------ | ------- | ------ |
| Număr de persoane: | 2900 | 2631   | 2325    | 2202   |
| Diferență:         |      | −9,27% | −11,63% | −5,29% |

| An:                | 2023 | 2024   |
| ------------------ | ---- | ------ |
| Număr de persoane: | 2209 | 2202   |
| Diferență:         |      | −0,31% |